# Toro Rosso STR11
Chronologie des modèles (2016)
Toro Rosso STR10 Toro Rosso STR12
La Toro Rosso STR11 est la monoplace de Formule 1 engagée par l'écurie italienne Scuderia Toro Rosso dans le cadre du championnat du monde de Formule 1 2016. Elle est pilotée par l'Espagnol Carlos Sainz Jr. et par le Néerlandais Max Verstappen (pour les quatre premiers Grands Prix) puis par Daniil Kvyat (pour le reste de la saison) qui effectuent leur deuxième saison au sein de l'écurie de Faenza.
Conçue par l'ingénieur britannique James Key, la STR11 est présentée le 22 février 2016 sur le circuit de Barcelone en Espagne et arbore une livrée provisoire entièrement bleu nuit avant de dévoiler ses couleurs définitives le 1er mars. Évolution de la Toro Rosso STR10 de 2015, elle s'en distingue notamment par un moteur Ferrari aux spécifications de 2015, l'écurie s'étant séparée de Renault.

## Création de la monoplace
Évolution de la Toro Rosso STR10 de la saison précédente, la STR11 s'en distingue par un museau équipé d'un S-duct, qui prend la forme de deux prises d'air installées sur ses flancs inférieurs. L’air circule ensuite dans un conduit interne assez long, pour déboucher sur le dessus du capot à travers une évacuation rectangulaire bombée. Au niveau de l'aileron avant, le canal entre le panneau latéral et le générateur de vortex en forme d'arche a été élargi. Les écopes de freins sont inspirées de la McLaren MP4-30 de 2015, tandis que le bras de suspension avant supérieur a été reculé afin de favoriser la circulation du flux d'air. La prise d'air au dessus du cockpit est divisé en trois parties, comme sur la Mercedes AMG F1 W07 Hybrid, destinées à alimenter le compresseur du moteur thermique et à refroidir l'ERS, la boîte de vitesses et l'échangeur air/eau. La taille des pontons, très creusée, est étroite jusqu'au niveau de la boîte de vitesses dans sa partie inférieure, tandis que sa partie supérieure est plus large pour favoriser la chaleur dégagée par le moteur Ferrari, comme sur la Ferrari SF16-H. Le capot moteur adopte un aileron de requin élargi afin de maximiser le flux d'air en direction de l'aileron arrière. Le fond plat de la STR11 est marquée de seize encoches, alors que celles de l'aileron arrière mordent sur le bord du panneau, ce qui améliore le passage de l'air. Le moteur Ferrari 059/4 a été modifié, de sorte qu'il soit doté de deux sorties d'échappement.
La conception de la STR11 a été perturbée par le changement tardif de motoriste, Toro Rosso se passant des services de Renault Sport au profit de ceux de Ferrari. Pour le directeur technique, James Key, « le changement de design a été énorme ». Il déclare en outre : « Ce que nous avons essayé de faire a été de conserver la philosophie de ce que nous avions déjà dessiné – aérodynamiquement et mécaniquement – et de l’adapter à l’installation de Ferrari, plutôt que de recommencer parce que vous ne pouvez pas vraiment recommencer en octobre/novembre. Mais les implications ont été énormes. Tout le monde a travaillé incroyablement dur pendant deux ou trois mois pour réaliser cela. Et ce n’est pas juste la forme. Ce sont les spécifications de tout. Les systèmes de refroidissement sont différents, l’électronique est différente, le logiciel change, les stratégies de gestion de l’énergie sont nouvelles pour nous aussi. Donc ça a été une toute une gamme de choses auxquelles il a fallu s’adapter et apprendre ».
Pour Franz Tost, le directeur de l'écurie italienne, Toro Rosso est désormais capable d'atteindre la cinquième place du championnat des constructeurs qu'elle convoite depuis plusieurs années.

## Résultats en championnat du monde de Formule 1
| Saison | Écurie              | Moteur                      | Pneus   | Pilotes          | Courses | Courses | Courses | Courses | Courses | Courses | Courses | Courses | Courses | Courses | Courses | Courses | Courses | Courses | Courses | Courses | Courses | Courses | Courses | Courses | Courses | Points inscrits | Classement |
| Saison | Écurie              | Moteur                      | Pneus   | Pilotes          | 1       | 2       | 3       | 4       | 5       | 6       | 7       | 8       | 9       | 10      | 11      | 12      | 13      | 14      | 15      | 16      | 17      | 18      | 19      | 20      | 21      | Points inscrits | Classement |
| ------ | ------------------- | --------------------------- | ------- | ---------------- | ------- | ------- | ------- | ------- | ------- | ------- | ------- | ------- | ------- | ------- | ------- | ------- | ------- | ------- | ------- | ------- | ------- | ------- | ------- | ------- | ------- | --------------- | ---------- |
| 2016   | Scuderia Toro Rosso | Ferrari Type 059/4 V6 Turbo | Pirelli |                  | AUS     | BAH     | CHI     | RUS     | ESP     | MON     | CAN     | EUR     | AUT     | GBR     | HON     | ALL     | BEL     | ITA     | SIN     | MAL     | JAP     | USA     | MEX     | BRÉ     | ABU     | 63              | 7e         |
| 2016   | Scuderia Toro Rosso | Ferrari Type 059/4 V6 Turbo | Pirelli | Max Verstappen   | 10e     | 6e      | 8e      | Abd     |         |         |         |         |         |         |         |         |         |         |         |         |         |         |         |         |         | 63              | 7e         |
| 2016   | Scuderia Toro Rosso | Ferrari Type 059/4 V6 Turbo | Pirelli | Carlos Sainz Jr. | 9e      | Abd     | 9e      | 12e     | 6e      | 8e      | 9e      | Abd     | 8e      | 8e      | 8e      | 14e     | Abd     | 15e     | 14e     | 11e     | 17e     | 6e      | 16e     | 6e      | Abd     | 63              | 7e         |
| 2016   | Scuderia Toro Rosso | Ferrari Type 059/4 V6 Turbo | Pirelli | Daniil Kvyat     |         |         |         |         | 10e     | Abd     | 12e     | Abd     | Abd     | 10e     | 16e     | 15e     | 14e     | Abd     | 9e      | 14e     | 13e     | 12e     | 18e     | 13e     | Abd     | 63              | 7e         |

Légende : ici